# Radio 24
Radio 24 ist der grösste und älteste Privatradiosender der Schweiz. Die Sendestudios befinden sich in Zürich. Seit 2018 ist Radio 24 Teil des Medienunternehmens CH Media, das als Joint Venture der NZZ-Regionalmedien und der AZ Medien entstanden ist. CH Media nahm den Betrieb am 1. Oktober 2018 auf. Zuvor gehörte das Radio den AZ Medien.

## Geschichte

### Gründerzeit
Gegründet wurde Radio 24 von Roger Schawinski. Als der Sender im November 1979 seinen Betrieb aufnahm, wurde vom italienischen Pizzo Groppera aus rund 130 km Distanz mit dem damals stärksten privat betriebenen UKW-Sender der Welt bis in den Raum Zürich hinein gesendet; das Gesetz sah damals den Betrieb privater Radiostationen in der Schweiz nicht vor. Das Sendestudio befand sich in einem Einfamilienhaus in Cernobbio, in der Provinz Como, Italien.
Die Schweizer Behörden versuchten mit allen Mitteln, den italienischen Staat zur Schliessung des – nach italienischem Recht legalen – «Piratensenders» zu bewegen. Im Grossraum Zürich entstand quer durch alle sozialen Schichten eine eigentliche Volksbewegung, die sich für ein freies Radio in der Schweiz einsetzte. Als Zeichen der Solidarität knüpften viele Hörer einen weissen Stoffstreifen an die Autoantenne. Wiederholt kam es zu Massendemonstrationen für Radio 24 in Zürich. Radio 24 startete in den Weihnachtstagen 1979 eine Unterschriftensammlung für die Petition, dass Radio 24 vom Bundesrat nicht mehr bekämpft werden sollte; innert nur fünf Tagen wurden 212'000 Unterschriften gesammelt.
Nachdem der Sender mehrere Male durch die italienische Polizei geschlossen worden war, das letzte Mal am 22. Januar 1982, wurde die Redaktion schliesslich nach Zürich verlegt und eine Rundfunkkonzession eingeholt. Zu den Moderatoren der damaligen Zeit gehörten Röbi Koller, Frank Baumann, Peter Baumann, Markus Gilli, Ursi Spaltenstein, Dani Wyler, Christian Heeb und Michael Lang.
Nach der Legalisierung von privaten Radiostationen im Jahre 1983 in der Schweiz siedelte Radio 24 ganz nach Zürich über und sendet seither vom Zürcher Hausberg Uetliberg. Die Sendeanlage auf dem Pizzo Groppera verkaufte Roger Schawinski dem Schweizer Medienunternehmer Jürg Marquard (PopRocky, Cosmopolitan), der während rund einem Monat unter dem Namen SoundRadio ein werbefinanziertes Popprogramm in die Schweiz ausstrahlte.
Im Jahr 1988 wurde die Zeitschrift Bonus 24 lanciert, welche als monatliche Gratisbeilage des Tages-Anzeigers erschien. Nach der Übernahme durch den Tagi wurde das Heft 1996 eingestellt.

### Weitere Entwicklung
Von 1999 bis 2005 war der ehemalige Moderator, Redaktor und Moderationsleiter von Radio 24 Peter Brun für die Programmleitung verantwortlich. In seine Amtszeit fällt Roger Schawinskis profitabler Verkauf des in die Jahre gekommenen Senders an das Zürcher Medienunternehmen Tamedia von 2001. In den Folgejahren entwickelte sich Radio 24 zum erfolgreichsten Privatradio der Schweiz. 2005 wechselte Peter Brun als Kommunikationschef Schweiz zum Schweizer Reisekonzern Kuoni.
Im April 2005 wurde Markus Mager zum neuen Programmleiter ernannt. Magers vorherige Stationen umfassten Positionen bei Tele24 als Produzent und TeleZüri als stellvertretender Programmleiter und Nachrichtenchef. Seine Radiolaufbahn hatte Anfang der 1990er Jahre beim ehemaligen Konkurrenten Radio Z (seit 2003 NRJ Zürich) begonnen. Mager fokussierte sich auf die von ihm als Stärken des Senders ausgemachten Bereiche Information und Service.
Im April 2008 übernahm Karin Müller die Programmleitung von Radio 24 und brachte dabei ihre Erfahrungen als langjährige Bereichsleiterin und Mitglied der Programmleitung von DRS 3, Programmleiterin von Radio Pilatus und selbständige Kommunikationsberaterin ein. Sie führte die Moderations- und Redaktionsräumlichkeiten zu einem Radio-Newsroom zusammen. Mit der Einführung des Slogans «Die bescht Musik» wurde das Musikprogramm komplett überarbeitet und an die Bedürfnisse der Hörerschaft angepasst. Im Rahmen dieser Erneuerung wurde im Sommer 2010 bei GrooveWorks in Los Angeles ein eigens für den Sender komponiertes und komplett von Musikern eingespieltes Layout produziert. Ebenfalls im Sommer 2010 absolvierte Radio 24 den vom neuen Radio- und Fernsehgesetz vorgesehenen Qualitäts-Audit und schnitt dabei mit Bestnoten ab. Im Sommer 2011 wurde ein «Frühredaktor» eingestellt, um die Produktionsabläufe den Hörerbedürfnissen anzupassen. Ab da begann um 3 Uhr morgens der Radio-24-Frühredaktor mit den Vorbereitungen für die Radio-24-Morgensendung «Ufsteller – d Morgeshow vo Züri», die um 5 Uhr startet. Um 4.20 Uhr fand mit der vollständig anwesenden Morgencrew die erste Redaktionssitzung statt, um die optimale Berichterstattung und Unterhaltung für die über 320'000 Hörer zu planen und umzusetzen. Neben der technischen Weiterentwicklung und dem Ausbau der Morgensendung wurden die Musikredaktion und der Bereich On Air Promotion ausgebaut.
Seit Sommer 2011 ist Radio 24 digital über DAB+ in der ganzen Deutschschweiz zu empfangen. Programmleiterin Karin Müller verliess Ende 2013 den Sender. Ab Mai 2014 amtete Marc Jäggi als Programmleiter. Er stiess von Radio 1 zu Radio 24. Marc Jäggi war bereits von 1999 bis 2007 in verschiedenen Funktionen bei Radio 24 tätig gewesen, zuletzt seit 2005 als Moderationsleiter und Mitglied der Programmleitung. Marc Jäggi verliess Mitte Februar 2016 den Sender, um wieder zurück zu Radio 1 zu gehen. Seit Anfang Februar 2016 ist Florian Wanner Geschäftsführer von Radio 24.
Auf den 1. Juli 2018 gab Radio 24 die Konzession zurück, um «mehr inhaltliche Freiheiten» zu haben und «Potentiale bei der Zusammenarbeit mit anderen Sendern» nutzen zu können. Im September 2018 übernahm Giulia Cresta die Leitung der Programmplanung und Moderation. Im November 2019 wurde Cresta Programmleiterin.
Am 3. Februar 2022 ging das Newsportal ZüriToday online, das mit Radio 24 und TeleZüri für knapp drei Jahre in eine trimediale Redaktion eingegliedert war. Seit April 2024 ist Jonathan Schoeffel, der ZüriToday als Redaktionsleiter aufgebaut hat, Programmleiter von Radio 24.

### Studio-Standorte
In der Stadt Zürich hat Radio 24 in seiner Geschichte mehrmals seinen Standort gewechselt. Zu Beginn befand sich das Studio an der Limmatstrasse 183 in der Nähe des Limmatplatzes. Danach zog das Radio ins Steinfels-Areal (Heinrichstrasse 267), wo auch der TV-Sender Tele Züri untergebracht war. Im Frühling 2013 folgte der Umzug ins Löwenbräu-Areal an der Limmatstrasse 264, Nähe Escher-Wyss-Platz. Schliesslich bezog der Sender Ende 2021 seine Studios in Zürich-Seebach im Leonardo-Gebäude an der Thurgauerstrasse 80. In diesem Gebäude befinden sich heute auch Tele Züri sowie weitere Medien der CH-Media-Gruppe.

## Sendegebiete
Das Signal wird vom Uetliberg auf 102,8 MHz gesendet und besitzt heute (2011) neun weitere Frequenzen im Bezirk Zürich, im Bezirk Affoltern, bei Feusisberg, bei Uster, bei Eglisau, bei Neuhausen am Rheinfall, bei Winterthur, bei Glarus und bei Mollis. Seit 1. August 2011 ist Radio 24 zudem digital im DAB+-Verfahren empfangbar. Im Rahmen des neuen Radio- und TV-Gesetzes (RTVG) wurden die Sendegebiete der bisherigen Sender im Raum Zürich deckungsgleich. Im September 2009 wurde die neue Radio-24-Konzession rechtskräftig.

## Hörerzahlen
Im ersten Halbjahr 2023 liegt Radio 24 mit 230'000 Hörern weiterhin an der Spitze der Schweizer Privatradiosender. Damit konnte nach 225'000 Hörern im ersten Halbjahr 2021 der Rückgang der Hörerzahlen etwas aufgefangen werden. einen Rückgang der Hörerzahlen gab es bereits im Jahrzehnt davor, nachdem nochmals zuvor in den Jahren 2008 bis 2011 durch Neukonzessionierung (wachsendes Sendegebiet) und digitale Verbreitung über DAB+ die Zahlen unter der Woche auf fast 330'000 Hörer in der ganzen Deutschschweiz gestiegen waren. Der Marktanteil lag damals bei 3,5 Prozent und es wurde dabei in den Konzessionsgebieten Stadt und Agglomeration Zürich auch der öffentlich-rechtliche Sender SRF 3 (damals DRS 3) deutlich überholt.

## Eigentümer
Roger Schawinski bündelte seine Unternehmen, darunter Radio 24, TeleZüri und seinen Anteil an Tele24 (zuerst 50, dann 62,5 %), in der Belcom Holding AG. 1999 übernahm die Schweizer Grossbank CS First Boston 40 Prozent. 2001 verkauften Schawinski und die CS First Boston die Belcom Holding AG (ohne Tele24) für 92 Millionen Franken an das Medienunternehmen Tamedia. Das defizitäre Tele24 wurde in der Folge Ende 2001 eingestellt.
Ende 2011 verkaufte Tamedia AG das Radio an die BT Holding von Peter Wanner. Im April 2018 übernahmen die AZ Medien Radio 24. Im Sommer 2018 ging Radio 24 an das Medienunternehmen CH Media, das als Joint Venture der AZ Medien und der NZZ-Mediengruppe entstanden ist.